# Jordan 199
Chronologie des modèles (1999)
Jordan 198 Jordan EJ10
La Jordan 199 est la monoplace engagée par l'écurie Jordan Grand Prix lors de la saison 1999 de Formule 1. Elle est pilotée par l'Anglais Damon Hill, pour sa seconde saison dans l'écurie et par l'Allemand Heinz-Harald Frentzen, en provenance de Williams F1 Team, remplaçant ainsi Ralf Schumacher qui fait le chemin inverse. Les pilotes d'essais sont le Tchèque Tomáš Enge et le Japonais Shinji Nakano. La 199 est équipée d'un moteur Mugen-Honda pour la deuxième année consécutive.

## Historique

### Des débuts irréguliers mais encourageants
La saison commence sur les chapeaux de roues pour Jordan avec deux podiums d'Heinz-Harald Frentzen, deuxième en Australie (après être parti cinquième), qui classe l'écurie à une étonnante deuxième place provisoire chez les constructeurs, et troisième au Brésil (après être parti huitième, derrière Hill), malgré une panne d'essence. Avec la victoire de la McLaren-Mercedes de Mika Häkkinen lors de la manche brésilienne, Jordan rétrograde en troisième position ; elle va néanmoins réussir, à la surprise générale, à tenir ce rang jusqu'à la fin de la saison.
À Saint-Marin et à Monaco, seule une voiture voit l'arrivée : Hill à Imola (quatrième) et Frentzen en Principauté (quatrième). Au Grand Prix d'Espagne, la meilleure Jordan, celle de Frentzen, ne se qualifie que huitième. L'Allemand renonce sur un problème de différentiel tandis que Hill termine hors des points. Au Grand Prix du Canada, les deux voitures abandonnent après des accidents, ce qui gâche la sixième place sur la grille de l'Allemand. Frentzen est par ailleurs blessé dans son accident, provoqué par la casse d'un disque de frein, il est sorti de sa monoplace avec les deux rotules brisées. Williams et Benetton, les rivales de la fin de saison précédente, reviennent à deux et quatre points de Jordan, qui en compte 16, et McLaren, leader avec 55 points et Ferrari, deuxième avec 46, ont déjà filé.

### Un été passé aux avants-postes et une chance de titre pour Frentzen

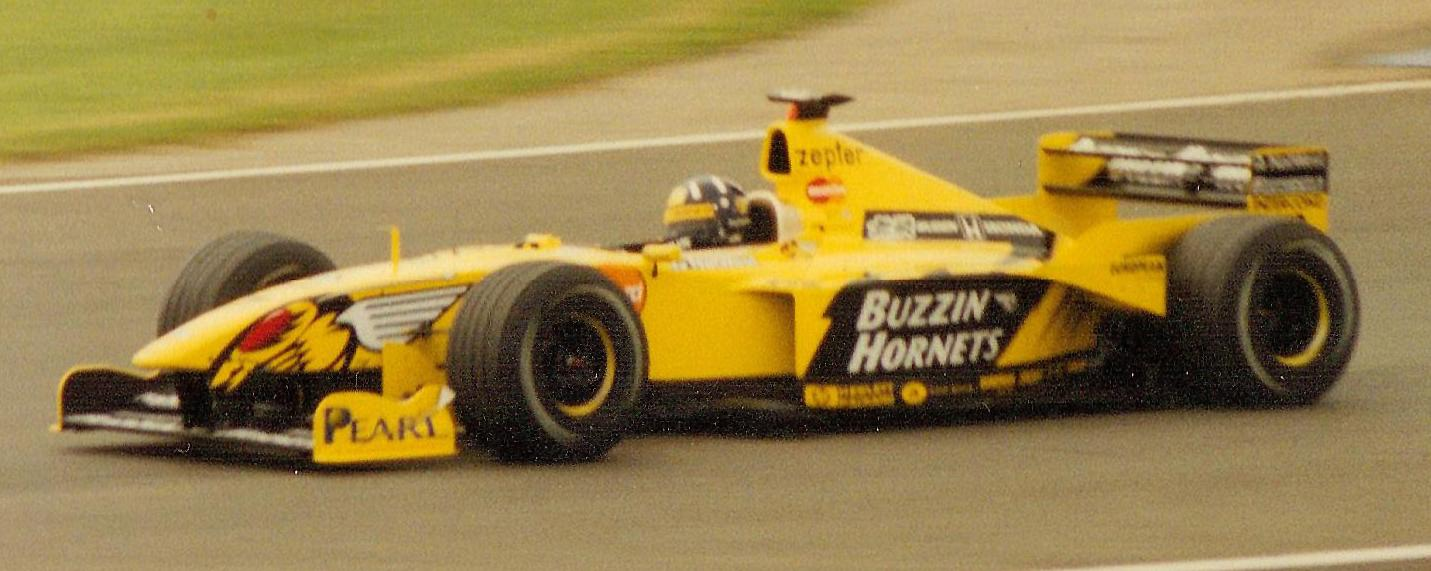
Damon Hill lors du Grand Prix de Grande-Bretagne 1999.

Jordan se reprend dès le Grand Prix de France avec la victoire de Frentzen, qui s'est élancé cinquième, la première depuis Saint-Marin 1997. À Silverstone, Frentzen et Hill, en troisième ligne, terminent quatrième et cinquième. En Allemagne, Frentzen est deuxième sur la grille de départ. L'Allemand termine sa course en troisième place, derrière les Ferrari F399 d'Eddie Irvine et Mika Salo. Après ce dixième Grand Prix, avec 38 points, Jordan fait mieux que sur toute la saison 1998.
En Hongrie, les Jordan occupent la troisième ligne, Frentzen devant Hill, et terminent quatrième et sixième. L'écurie fait mieux en Belgique, avec la deuxième ligne, Frentzen devançant toujours Hill, et conservant sa troisième en course quand Hill rétrograde en sixième position. En Italie, Hill est un peu plus en retrait (qualifié neuvième et arrivé dixième) mais Frentzen reste aux avants-postes, avec un départ en première ligne, converti par une deuxième victoire après l'abandon de Häkkinen, parti à la faute en fin de course. 
Alors que trois Grands Prix restent à courir, si Jordan (57 points) est définitivement distancée par McLaren (108) et Ferrari (102), Frentzen, avec seulement dix points de retard sur Häkkinen et Irvine (60 à 50), semble avoir sa chance pour le titre mondial.

### Une fin de saison en dents de scie
Au Grand Prix d'Europe, Frentzen obtient la pole position (sa première depuis le Grand Prix de Monaco 1997). Il s'agit de sa deuxième et dernière, de même pour Jordan qui réalise sa première pole position depuis Rubens Barrichello au Grand Prix de Belgique 1994. En menant peu avant la mi-course alors qu'Irvine et Häkkinen évoluent hors des points, il rejoint virtuellement ses deux rivaux en tête du championnat du monde. Au trente-troisième passage, il connaît un problème électrique (comme son coéquipier au premier tour de la course) et abandonne alors que Häkkinen, en inscrivant les deux points de la cinquième place, porte son avance sur Frentzen à 12 points alors qu'il ne reste que deux courses à disputer. Damon Hill en fin de carrière, en retrait sur la majorité de la saison et parfois sévèrement dominé, ne semble pas pouvoir aider son coéquipier à conquérir le titre mondial.
Pour le premier Grand Prix de Malaisie de l'histoire, Hill se qualifie neuvième et Frentzen à une lointaine quatorzième place. Hill part à la faute dès le premier tour tandis que Frentzen remonte en sixième position, ce qui n'est pas assez pour sauver ses chances de titre. Au Japon, dernière course de la saison, Hill, qui dispute son 115e et dernier Grand Prix, se qualifie douzième et Frentzen quatrième. Le Britannique part une nouvelle fois à la faute en début de course et abandonne ; Frentzen conserve sa position de départ.

## Bilan et futur
La 199 est la meilleure monoplace conçue par Jordan Grand Prix : grâce à elle, Jordan termine troisième du championnat des constructeurs avec 61 points, deux victoires, une pole position, six podiums, et a couvert 65 tours en tête. Il s'agit de la meilleure saison de l'écurie.
Au terme de l'exercice, Damon Hill prend sa retraite et est remplacé par Jarno Trulli pour la saison 2000.

## Résultats en championnat du monde de Formule 1
| Saison | Écurie                 | Moteur          | Pneus    | Pilotes               | Courses | Courses | Courses | Courses | Courses | Courses | Courses | Courses | Courses | Courses | Courses | Courses | Courses | Courses | Courses | Courses | Points inscrits | Classement |
| Saison | Écurie                 | Moteur          | Pneus    | Pilotes               | 1       | 2       | 3       | 4       | 5       | 6       | 7       | 8       | 9       | 10      | 11      | 12      | 13      | 14      | 15      | 16      | Points inscrits | Classement |
| ------ | ---------------------- | --------------- | -------- | --------------------- | ------- | ------- | ------- | ------- | ------- | ------- | ------- | ------- | ------- | ------- | ------- | ------- | ------- | ------- | ------- | ------- | --------------- | ---------- |
| 1999   | Benson & Hedges Jordan | Mugen-Honda V10 | Goodyear |                       | AUS     | BRÉ     | SMR     | MON     | ESP     | CAN     | FRA     | GBR     | AUT     | ALL     | HON     | BEL     | ITA     | EUR     | MAL     | JAP     | 61              | 3e         |
| 1999   | Benson & Hedges Jordan | Mugen-Honda V10 | Goodyear | Damon Hill            | Abd     | Abd     | 4e      | Abd     | 7e      | Abd     | Abd     | 5e      | 8e      | Abd     | 6e      | 6e      | 10e     | Abd     | Abd     | Abd     | 61              | 3e         |
| 1999   | Benson & Hedges Jordan | Mugen-Honda V10 | Goodyear | Heinz-Harald Frentzen | 2e      | 3e      | Abd     | 4e      | Abd     | 11e     | 1er     | 4e      | 4e      | 3e      | 4e      | 3e      | 1er     | Abd     | 6e      | 4e      | 61              | 3e         |

Légende : ici 